# Гідрологія суходолу
Гідроло́гія суходо́лу (рос. гидрология суши (гидрология поверхностных вод суши); англ. land hydrology (land surface water hydrology); нім. Hydrologie f des Festlandes n) — наука про природні води на поверхні суходолу (річки, озера, болота, ґрунтові води, водосховища, канали). 

## Методологія та об'єки вивчення
Належать, з одного боку, до географічних наук, а з іншого — до геофізичних. Як географічна наука гідрологія суходолу вивчає окремі водні об'єкти, льодовики, сніговий покрив, як геофізична — фізичні процеси, що протікають у водних об'єктах:
- теплові (випаровування, конденсація, сніготоплення, льодоутворення тощо),
- гідродинамічні (вітрові течії, хвилювання, руслові потоки тощо),
- ерозійні (розмивання, перенесення та відкладання наносів, руслові деформації тощо).

Найважливішим об'єктом вивчення гідрології суходолу є річки. При цьому, основна увага звертається на дослідження гідрологічного режиму та водності річок. Поряд із замкнутим процесом материкового водообігу гідрологія суходолу вивчає такі процеси, як стікання наносів, які є частинками ґрунтів, порід та органічних речовин, стікання хімічних речовин (розчинені у воді і завислі хімічні речовини), розмивання та намивання русла річок тощо. Розділ гідрології суходолу, що вивчає озера, виділився в окрему науку — лімнологію (озерознавство).
Синонім — гідрологія поверхневих вод суші.

## Розділи гідрології суші
- гідрометрія,
- гідрографія,
- інженерна гідрологія (гідрологічні розрахунки),
- гідрологічні прогнози[d],
- гідрофізика,
- гідрохімія.